# しばわんこの和のこころ
『しばわんこの和のこころ』（しばわんこのわのこころ）は、川浦良枝による絵本、およびそれを原作としたアニメ作品。白泉社の月刊誌『MOE』に2000年（平成12年）8月号から不定期連載中。
なお、本項は便宜上「漫画・アニメ」のテンプレートによって作品概要の整理がされているが、原作は『漫画』ではなく、『絵本』である。
絵本『しばわんこの和のこころ』シリーズは、累計70万部を記録している（2018年12月時点）。

## ストーリー
「和」のこころを持つ柴犬・しばわんこと、仲良しの三毛猫・みけにゃんこを中心に、日本古来からある和の心、伝統を学びながら周囲の人物と日常生活を描く。

## キャラクター
しばわんこ
とある日本家屋に住む和の心を持った柴犬。和の心に目覚めた理由は運命だから。和に関することに対しての好奇心は非常に強い。みけにゃんこにいたずらをされることがある。さちこさんから本を借りて読んでいて、愛読書は『長くつ下のピッピ』。
家事全般が得意だが、箸の扱いには不慣れ。
「割烹着の似合う犬コンテスト」で準優勝したことがある。ほとんど身に着けないが前掛けもある。当初レースが付いた割烹着を身に着けていたが、ポケットが付いている割烹着を身につけるようになる。
「煩悩がない」と言われる程純真で誰からも好かれるが、無心なあまりズレた行動に出てしまうこともしばしばで恋をすることがないので、恋愛に関しては鈍感である。煩悩が無いので幽霊は怖くないのだが、雷が苦手で方向音痴でもある。また、かわいい物が好きらしい。
怒らないように思えるが実はみけにゃんこに対して怒ることがあるがすぐに忘れてしまう。
普段は遠吠えをしないらしく、十五夜の時に「久々に遠吠えしちゃおうかな」と言っていた。
初期の数回だけ4本足で歩いており、扉絵ではひげもあった。
首輪には名前が書いてあり、礼装用の鈴が二つ付いた首輪もある。
2006年読者Q&Aより：しばわんこの出身地は静岡県で5月生まれ（年齢は不明）。6時起床で8時就寝の規則正しい暮らしをしている。趣味は、家事・庭仕事・手芸。
実は作者・川浦は柴犬を飼った経験がないが、以前から好きだった。一般的な日本の作法の本はこわい・厳しいイメージがあったので、犬や猫を主人公にして読者のイメージを払拭したかったと語っている。
みけにゃんこ
しばわんこと同居しているやんちゃでいたずら好きな三毛猫。子供は苦手だったが、後に克服した模様。
家事にはあまり積極的に参加しないが、料理する姿も時折見られる。
「またたび酒」をこよなく愛し、事あるごとに持ち出している。その他にごまめ、魚も好き。
色々な人に抱っこしてもらっていることが多い（しばわんこにおんぶしてもらったこともある）。
語尾に「だい」と「やい」を付けることがある。しばわんことは逆に稲光が好きらしいが、幽霊は怖い。
初期では2本足ではなく4本足で歩き、しばわんこと同じくひげがあった。買い物する際にはよくサイフを持っている。
しばわんこと同じく礼装用の鈴が二つ付いた首輪がある。
2006年読者Q&Aより：みけにゃんこは、4月生まれ（年齢は不明）。趣味は、ストレッチ・かくれんぼ・しばわんこのじゃまをすること。しばわんことは正反対の宵っぱりの朝寝好きな暮らしぶり。飼い主は不在でしばわんことの2匹だけの生活なので、病気になったらお互いが看病しており、みけにゃんこもしばわんこに習って「おかゆ」は作れるようになっている。
モデルは作者・川浦の愛猫で、三毛猫の『パリ』ちゃん。2002年時点で15年一緒に暮らしている。
ぶちにゃんこ（アニメではブチにゃんこ）
（おそば屋さんの）おじさんの家にいたぶち猫。一人称はオイラ。お盆の日に突如現れて、しばわんこ達と肝試しに行こうとした。
おそば屋さんのおばさんに声をかけられ、お母さんと言い残して消えてしまった。その正体はお盆に帰ってきていたおばさんの猫の幽霊だった。
なお、アニメでは「ブチにゃんこ」は自称。おばさんからはブッチと呼ばれており、これが本来の名前と思われる。甘えん坊だったらしい。
鬼
節分の日に突如現れた鬼。みけにゃんこのまたたび酒を飲んでしまい、みけにゃんこを怒らせた。
正体は福鬼。しばわんこにおかゆを食べさせてもらったお礼として、花々を撒き散らし笑って去っていった。
かかし
みけにゃんこに口を書かれたことで喋れるようになり、そのお礼に、秋の朝にしばわんことみけにゃんこの家に新米を届けに来た。その後、しばわんことみけにゃんこと双子達と田んぼに行った。空を飛べる。
（アルバイト少年）薫君〈16歳（初登場時）〉
しばわんこの家の新聞配達・集金のアルバイトをしている少年。最初にしばわんこを見た時には驚いていた。
恋多き少年だが失恋もしばしば。一人旅をしていたことも。恋も少しずつ進展があったようであり、その後、本当に恋人ができた。成人式の時にようやく名前が判明した。大学では華道をやっている。
さちこさん〈65歳〉
お茶目で淑やかな性格の着物が似合う、アルバイト少年・薫君の祖母。
「ロマンだわぁ～。」が口癖であり、しばわんこ達にとっての和のこころの師匠的存在。
夫に先立たれて独り暮らしだが、今は明るく幸せな人生を謳歌している。読書家でもある。
原作とアニメではしばわんこ達と出会った経緯が異なる。
（双子の）男の子・女の子〈小学1年生〉
しばわんこの家の近所にあるおそば屋さんの子供である双子。しばわんこの友達でもある。みけにゃんこが（一方的に）苦手としている。
普段は色が違うだけの同じ服を着ているが（同じ色の場合もある）、たまに違う服を着ている。
（おそば屋さんの）陽一パパ〈30歳（初登場時〉
双子の男の子と女の子のパパで、おそば屋さんの店主。意外と冷静沈着。
当初はシングルファーザーで下町の商店街にある実家のそば屋の2階が住居で、双子と暮らしていたが、後にゆきちゃんと結婚（再婚）した。過去に母親を亡くしている。
（おそば屋さんの）おじいちゃん
陽一パパのお父さんで双子のおじいちゃん。そば屋は譲ったものの今でも現役である。
原作ではさちこさんの前で照れていたことがある。
ゆきちゃん〈25歳（初登場時）〉
しばわんこの家の近所に住む女性。陽一パパとは当初から良い雰囲気で、後に結婚した。趣味でスケッチをやっている。現在は着物を着ている。原作では最初からおそば屋さんの恋人として登場した。

### 「しばわんこ」と「みけにゃんこ」の設定
しばわんことみけにゃんこは、それぞれ、しばわん、みけにゃんと、末尾の「こ」を外して呼んでいる。
作者の川浦良枝によると、しばわんことみけにゃんこは「一種の妖精のような存在」とのこと。
2匹には性別の設定を敢えてしていない。これは、女性に対し｢女が家事をすべし」、男性に対しても｢男も家事をすべし」というステレオタイプを避けるためである。その為作品においてしばわんことみけにゃんこの「私は」、「僕が」の主語は存在しない。しばわんこは｢（家事を）好きでやって｣おり、みけにゃんこは｢自分勝手でやんちゃな甘えん坊｣だからという形を取っているのである。イラストにおいての男装・女装はそれによって余分な先入観なしに伝えたいことがストレートに純粋に伝わるためにしているとのこと。しかし、わずかにみけにゃんこの方が女装が多い。

## 単行本
掲載順ではなく、テーマごとにまとめられた形で発売されている。2006年（平成18年）夏より、台湾とタイでも刊行開始。
- 特記がない限り、著者は川浦良枝、発行元は白泉社である。絵本シリーズの既刊：12冊（2021年4月現在）

1. しばわんこの和のこころ：2002年1月28日発行、ISBN 4-592-76096-4
2. しばわんこの和のこころ2 ━四季の喜び━：2002年12月23日発行、ISBN 4-592-76097-2
3. しばわんこの和のこころ3 ━日々の愉しみ━：2004年3月29日発行、ISBN 4-592-76102-2
4. しばわんこと童謡を歌おう：2005年3月9日発行（音楽CD付き絵本）、ISBN 4-592-76104-9
5. しばわんこの今日は佳き日：2005年9月21日発行、ISBN 4-592-76108-1
6. しばわんこかるた歳時記：2006年10月25日発行（かるた1組:読札48枚・取札48枚付き絵本）、ISBN 4-592-76113-8
7. しばわんこの和のおけいこ：2008年7月1日発行、ISBN 978-4-592-76127-3
8. しばわんこ和のお道具箱：2009年9月発行、ISBN 978-4-592-76136-5
9. しばわんこの四季の庭：2011年9月20日発行、ISBN 978-4-592-76149-5
10. しばわんこの和の行事えほん：2014年12月17日発行、ISBN 978-4-592-76180-8
11. しばわんこと楽しく学ぼう和のせいかつ：2018年12月10日発行、ISBN 978-4-592-76242-3
12. しばわんこの和のおもてなし：2021年4月発行、ISBN 978-4-592-76288-1　※出版20年記念作品

## アニメ
2006年（平成18年）4月5日から2007年（平成19年）3月14日までNHK総合テレビ（『ゆるやかナビゲーション ゆるナビ』枠内）、4月7日からNHK教育テレビでも放送された。『ゆるナビ』枠内では1話ずつ、教育テレビでは2話ずつの放送となっている。教育テレビでは全80話が40回にわたって放送されたが、『ゆるナビ』が38回で終了したため、『ゆるナビ』枠内では半数以上の話が未放送となった。
なお、放送はスカパーのアニマルプラネットで不定期ながら放送されている。
このアニメ版『しばわんこ』は原作の絵柄をそのまま生かすため、通常のアニメで用いられるアニメ用のキャラクターデザインを作成せず、原作から絵をスキャニングしてパソコンに取り込み、アニメの線画に合わせる「カット&ペースト」という手法で動画を制作している。これは連続シリーズテレビアニメでは世界初の試みである。
このカット&ペースト方式を「しばわんこ」と「ナンバーワン（おそらく世界初）」をかけて『Sわん方式』と名づけた。またアニメ制作で大切にしているのは作法や礼儀のHOWTO物にしないことで、しばわんこが伝えているのは「和のこころ」であるとアニメ監督・吉良敬三は語っている。
当然のことながら、原作の絵がアニメに必要な動作の全てを描いているわけではない為、絵を足や尻尾などのパーツごとに切り離してから必要な部分をスキャニングし、そのパーツを繋ぎ合わせる事で、原作にない絵も原作とまったく同じ絵柄でアニメーションさせる事に成功している。但し、この手法は通常の動画制作の10倍以上も手間がかかり、またアニメーターにも一定以上の技術が要求される事から、本作の様なショートアニメ（1話あたり約2分）だからこそ可能な手法と言える。
アニメ版は、NHKが当初に予想した以上に好評であるが、NHKのウェブサイト内に、アニメ版の番組ホームページは無い。
DVDは、当初2006年（平成18年）12月20日よりリリースを開始する予定だったが、2007年（平成19年）1月17日に延期された（月刊『MOE』のHPに記載あり）。
声優陣は、野際陽子を除いて青二プロダクション所属で揃っているのが特徴。
ナレーションと「さちこさん」の二役を担当する野際も、語り部としての役割と、普段ドラマなどで演じる役柄とは違う「さちこさん」を上手く使い分けている。また、「桃の節句」編では、最後に原作者の川浦良枝が女雛役を演じた。

### キャスト
- しばわんこ：浦和めぐみ
- みけにゃんこ：御崎朱美
- アルバイト少年、郵便局員、鬼（方相氏）：野島健児
- （おそば屋さんの）女の子、和菓子屋さん、すずめ、歌舞伎のアナウンス：豊嶋真千子
- （おそば屋さんの）男の子、ブチにゃんこ：白石涼子
- （おそば屋さんの）陽一パパ、神様、歌舞伎役者：三浦祥朗
- （おそば屋さんの）おじいちゃん：矢田耕司
- ゆきちゃん：皆口裕子
- かかし、茶碗屋「もみじや」の主人：岸野幸正
- 福鬼：小松里歌
- 女雛：川浦良枝（原作者）
- 語り、さちこさん：野際陽子

### スタッフ
- 原作 - 川浦良枝
- 監督 - 吉良敬三
- 脚本 - 池野みのり
- 作法監修 - 近藤珠實
- 風俗監修 - 小林すみ江、林直輝、上笙一郎、神崎宣武、林直輝
- 和菓子監修 - 金塚晴子
- お香監修 - 松木勝朗、田中邦明
- 文様監修 - 藤原久勝
- 仏事監修 - 森内政行
- 「正月」編撮影協力 - 市谷亀岡八幡宮
- 「歌舞伎」編取材協力 - 松竹
- プロデューサー - 田中範一、加藤久
- アニメーション制作 - スリー・ディ、メビウス・トーン
- 制作 - NHKエンタープライズ、白泉社

### 主題歌
『和のこころ』
作詞・作曲・歌 - イノトモ

### 放送リスト
- 「和のおもてなし」編
1. おもてなしは掃除から／床の間って何でしょう?
2. お客様のご案内／座布団をどうぞ
3. 和室での作法いろいろ／和のこころでお茶を
- 「端午の節句」編
4. 五月の風にはためいて／菖蒲の香りの中で
- 「和菓子」編
5. 和菓子は甘くてせつなくて／和菓子を作ろう
- 「夏じたく」編（・「梅雨」編）
6. そろそろ夏じたく／見た目も涼やか夏衣
7. 風にそよぐ夏扇の香り（「夏じたく」編）／みどりの雨につつまれて（「梅雨」編）
- 「お香」編
8. 雨の日香りを楽しんで／暮らしの中の香り優しく
- 「七夕」編
9.明日は七夕／二つの星に夢を重ねて
- 「文様」編
10.文様っておもしろい／文様を調べてみよう
- 「雷」編
11.雷様の鳴る時は／蚊帳の中で
- 「浴衣」編
12.夏の夜は浴衣着て／真夏の夜の夢
- 「お盆」編
13.思い出重ねるお盆休み／お盆の夜は肝だめし
14.お盆の夜の約束／思い出の星月夜（この回はEDの後の絵が違った）
- 「祭り」編
15.お神輿かつごう／わっしょいわっしょい
- 「月見」編
16.今夜はお月見／実りの秋のお供え物
17.秋の七草を知っていますか／月の光を浴びながら
- 「江戸の夢」編
18.江戸から続く花の庭／江戸の夢から目覚めても
- 「お米」編
19.金の稲穂が実る頃／稲をめぐる行事や風景
20.おいしい新米 炊いてみましょうか／山田の中の物知り案山子
- 「お茶碗」編（この回からOP映像を変更）
21.自分のお茶碗 自分のお箸／お茶碗いろいろ
- 「お箸」編
22.お箸は正しく軽やかに／めぐる季節は黄金色
- 「手紙」編
23.手紙を書こう／美しい手紙
24.手紙の文を考えよう／季節を運び 思いを運び
- 「着物」編
25.着物こと始め／着物選びで大切なこと
26.着物を着てみよう／着物の楽しみ あれこれ
- 「年末」編
27.もうすぐお正月／正月飾りでおめでたく
28.春を迎えるお正月／一緒に新年迎えましょ
- 「正月」編
29.あけましておめでとう／初詣に行こう
30.縁起物で福よ来い!／たのしいお正月
- 「十二支」編
31.知っていますか? 十二支／暮らしの中に 十二支見ぃつけた
- 「歌舞伎」編
32.歌舞伎に行こう／歌舞伎っておもしろい
- 「節分」編
33.春の朧に鬼は外?／鬼は内、福も内
- 「京都」編[注 8]
34.京都へ行こう!／過去と未来を織りなす都
- 「昔話」編
35.今は昔の物語／絵巻が伝える物語
- 「桃の節句」編
36.桃の香りに目覚めれば／いろいろな雛人形
37.お雛様を飾ろう／今日は楽しい雛祭り
- 「結納」編
38.結納って何でしょう／幾久しく睦まじく
- 「結婚」編
39.今日は佳き日／花嫁さんの衣装
40.昔の婚礼見てみよう／三三九度でおめでとう（この回はEDの後の絵が違った）

## DVD
発売元：ポニーキャニオン
第1弾
- しばわんこの和のこころ 初夏の香り編 （PCBE-52493、2007年1月17日発売、放送リスト1〜10まで収録）
- しばわんこの和のこころ 空高し、秋編 （PCBE-52494、2007年1月17日発売、放送リスト11〜20まで収録）
- しばわんこの和のこころ なごみBOX （PCBE-62430、2007年1月17日発売）

第2弾
- しばわんこの和のこころ 冬は楽しく編 （PCBE-52355、2007年4月18日発売、放送リスト21〜30まで収録）
- しばわんこの和のこころ ふわり春風編 （PCBE-52356、2007年4月18日発売、放送リスト31〜40まで収録）
- しばわんこの和のこころ やわらぎBOX （PCBE-62357、2007年4月18日発売）

## 関連商品
- しばわんこ和の塗り絵（白泉社、2006年7月26日発売[9]、ISBN 978-4-592-76112-9）
- しばわんこ グリーティングカード塗り絵（白泉社、2007年9月20日発売[10]、ISBN 978-4-592-76120-4）
- しばわんこドリル ━はる なつ あき ふゆ━（折り紙付き、白泉社、2013年2月、ISBN 978-4-592-76160-0）
- しばわんこの和のこころ トランプ（エンスカイ、2006年10月発売[11]）
- しばわんこの和のこころ ジグソーパズル（全6種）（エンスカイ、2006年10月発売[12]）
- しばわんこの和のこころ ジグソーパズル（2種）（エンスカイ、2007年8月発売[13]）
- しばわんこの和のこころ（写真付き切手シート/特製フォルダー含む）（郵趣サービス社、品番：840563、2006年10月発売〜12月15日受付締切[14]）
- しばわんこの和のたしなみ（写真付き切手シート）（郵趣サービス社、品番：840574、発売[15]）
- しばわんこの和のおもてなし（写真付き切手シート）（郵趣サービス社、品番：840575、発売[16]）
- しばわんこ2007年版カレンダー/壁掛けタイプ（エトワール、毎年10月発売〜 [17]）
- しばわんこの和のこころ なごみ和小物ねつけ（ガシャポン第1弾/全6種）（バンダイ、2006年11月下旬発売[18]）
- しばわんこの和のこころ こざぶとんだぶるすいんぐ（ガシャポン第2弾/全6種）（バンダイ、2007年6月中旬発売）
- しばわんこの和のこころ そろそろ冬じたくねつけ（ガシャポン第3弾・秋冬/全6種）（バンダイ、2007年9月上旬発売[19]）
- しばわんこの和のこころ 花より団子すとらっぷ（ガシャポン第4弾・初春/全6種）（バンダイ、2008年1月下旬発売[20]）
- しばわんこの和のこころ 和のこころすとらっぷ（ガシャポン第5弾・縁起の良い漢字/全5種）（バンダイ、2008年6月下旬発売[21]）
- しばわんこ&みけにゃんこ ぬいぐるみ（第1弾/4種）（サン・アロー、2006年11月末発売[22]他）
- しばわんこ&みけにゃんこ ぬいぐるみ（第2弾/法被姿）（サン・アロー、2007年6月下旬発売）
- しばわんこ&みけにゃんこ ぬいぐるみ（第3弾/クタクタtype）（サン・アロー、2007年9月？発売予定）
- しばわんこの和のこころ （豆フィギュア第1弾/全6種）（キューブ、2006年12月発売[23]）
- しばわんこの和のこころ （歳時記フィギュア第2弾/全6種）（キューブ、2007年7月上旬発売）
- 学研ステイフルより2006年12月発売の文房具・雑貨類[24]
  1. ポストカード（4種/縁側・箒・着物・和菓子）（品番：E15-156〜159）
  2. メモ（2種/縁側・箒）（品番：622-516〜517）
  3. パックレター/便箋2柄各9枚・封筒6枚・シールシートのセット（2種/縁側・着物）（品番：622-518〜519）
  4. レターバッド/手紙のマナーを紹介する罫線台紙付・16枚入り（2種/箒・和菓子）（品番：622-520〜521）
  5. 対封筒/5枚入り（2種/箒・和菓子）（品番：622-522〜523）
  6. リングノート/A5版（2種/縁側・箒）（品番：622-524〜525）
  7. シール（2種/情景・四季）（品番：622-526〜527）
  8. シャープペン（お茶・お掃除の2パターンマスコット付き/柄＝若葉･桜・黄水仙・水色）（品番：622-528〜531）
  9. ボールペン（お茶・お掃除の2パターンマスコット付き/柄＝若葉・桜・黄水仙・水色）（品番：622-532〜535）
  10. ファスナーホルダー2個セット（品番：622-536）
  11. ペンポーチ（2種/紺・桜）（品番：622-537〜538）
  12. ポーチ（2種/紺・桜）（品番：622-539〜540）
  13. トートバッグ（紺のみ）（品番：622-541）
- しばわんこ2008年版日付入り手帳（2種/縁側・ちらし柄）（品番：M088-09〜10、学研ステイフル、2007年8月下旬発売 / 縁側:ISBN 978-4-05-403516-4）
- しばわんこ和のこころ 実生ゆずぽんず300ml（ラベルに4つのパターンがあり季節ごとに変更された）（カネトシ、[25]）
- ゆず果実3個セット/パッケージの袋にしばわんこイラスト（カネトシ）
- 吉徳キャラクターぬいぐるみ